# Malcolm Bernard
Malcolm Bernard (Middleburg, 31 januari 1994) is een Amerikaans basketballer.

## Carrière
Bernard speelde collegebasketbal voor de Charleston Southern Buccaneers, Florida A&M Rattlers en Xavier Musketeers van 2012 tot 2017. In 2017 werd hij niet gekozen in de NBA draft maar wel in de NBA G League Draft als dertiende in de eerste ronde door de Grand Rapids Drive. Bernard speelde eerst voor CA Argentino de Junín uit Argentinië en tekende daarna bij de Grand Rapids Drive. In de zomer van 2018 tekende hij bij het Australische Rockhampton Rockets. Voor het seizoen 2018/19 tekende hij bij het Finse BC Nokia maar verliet de club alweer in december 2018 na een blessure.
Voor het seizoen 2019/20 tekende hij bij het Qatarese Al-Khor SC. In februari 2020 tekende hij bij KK Rogaška uit Slovenië en tekende ook bij hen voor het seizoen 2020/21. In maart 2021 tekende hij bij het Belgische Leuven Bears waar hij de rest van het seizoen speelde. Ondanks dat hij zijn contract verlengd had voor het seizoen 2021/22 verliet hij de club. Hij tekende daarop bij het Russische BK Novosibirsk en speelde daarna voor Ufimets Ufa.
In de zomer van 2022 speelde hij voor het Australische Bendigo Braves. Hij verliet de club in september 2022 om als vervanger van de geblesseerde Trey Kell te spelen bij de South East Melbourne Phoenix. In maart 2023 ging hij spelen voor de Casey Cavaliers. Voor het seizoen 2023/24 tekende hij bij KK Pelister uit Noord-Macedonië. Hij speelde vanaf januari 2024 de rest van het seizoen voor het Sloveense Helios Suns. In de zomer van 2024 speelde hij voor Zip Em Up in The Basketball Tournament. 
In november 2024 tekende hij bij de Macedonische eersteklasser KK Rabotnički Skopje. Eind november verliet hij de club alweer voor het Servische KK Zlatibor.